# Oskar Walzel
Oskar Walzel (né le 28 octobre 1864 à Vienne, décédé le 29 décembre 1944 à Bonn) est un professeur et homme de lettres autrichien, fils du librettiste Camillo Walzel. Il est également l'un des plus influents historiens de la littérature allemande du début du XXe siècle.

## Œuvres
- Leitmotive in Dichtungen, 1917
- Gehalt und Gestalt im Kunstwerk des Dichters, 1923
- Das Wortkunstwerk, 1926